# Gerard Denhoff (podstoli wielki litewski)
Gerard Denhoff (ur. 5 lipca 1632 w Waldau, zm. 3 stycznia 1685 w Willkamm lub w Szwekszniach) – dworzanin królewski, chorąży nadworny koronny 1661, cześnik wielki litewski 1661, podstoli wielki litewski 1666, starosta telszewski.
W 1669 r. uczestniczył w elekcji króla Michała Korybuta Wiśniowieckiego. 

## Rodzina
Brat Ernesta i Fryderyka. Poślubił Annę Beatę von Goldstein, córkę szwedzkiego feldmarszałka, Johann Arenda). Mieli czworo dzieci:
- Maria Eleanora (1664–1723), żona grafa Ahasverusa Gerharda von Lehndorff[4][5];
- Bogusław Ernest Denhoff (1665–1723), generał wojska Wielkiego Księstwa Litewskiego, pierwszy mąż Marianny z Bielińskich(inne języki), metresy Augusta II Mocnego;
- Magnus Johann (1667–1723), holenderski generał, mąż Marii Elisabeth von Schlieben(inne języki)[6]
- Katarina (1669–1752), druga żona gen. Johanna Friedricha von Schlieben(inne języki), a następnie Theodora von Tettau, Obermarschalla[7];
- Sophia Karolina[8].

## Literatura
- Czesław Chowaniec: Denhoff Gerard (ok. 1632-1685) podstoli litewski. W: Polski Słownik Biograficzny. Władysław Konopczyński (red.). T. 5: Dąbrowski Jan Henryk – Dunin Piotr Stanisław. 1939–1946, s. 110.